# Alessio Ascalesi
Alessio Ascalesi (né le 22 octobre 1872 à Casalnuovo di Napoli, en Campanie, Italie et mort le 11 mai 1952 à Naples), est un cardinal italien du début du XXe siècle, créé par le pape Benoît XV. Il est membre de la congrégation des missionnaires du Précieux-Sang.

## Biographie

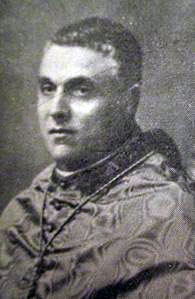
Le cardinal Ascalesi.

Après son ordination, Alessio Ascalesi fait du travail pastoral à Spolète et est curé à Montemarano. Il est prieur du
Collegio S. Bartolomeo à  Montefalco.
Le Père Ascalesi est élu évêque de Muro Lucano en 1909, transféré au diocèse de Sant'Agata de' Goti  et promu archevêque de Bénévent en 1915.
Le pape Benoît XV  le crée cardinal au consistoire du 4 décembre 1916. Le cardinal Ascalesi est nommé administrateur apostolique de Lucera en 1918 et il est transféré à l'archidiocèse de Naples en 1924.
Le cardinal Ascalesi participe au conclave de 1922, à l'issue duquel Pie XI est élu, et au conclave de 1939 (élection de Pie XII).
Un hôpital de Naples a pris son nom en son hommage.